# Alosa tanaica
Alosa tanaica és una espècie de peix de la família dels clupeids i de l'ordre dels clupeïformes.

## Morfologia
- Els mascles poden assolir 20 cm de llargària total i 59 g de pes.[4][5]

## Distribució geogràfica
Es troba a la mar Negra, Mar de Màrmara i Mar d'Azov.

## Estat de conservació
Es troba amenaçada a nivell local al nord de la conca de la mar Negra degut a l'increment de la salinitat causada per l'extracció de l'aigua i les sequeres.